# John Obi
John Obi (* 17. März 2004 in Nigeria) ist ein kanadischer Volleyballspieler.

## Karriere
Obi begann seine Karriere an der Transcona High School. 2021 wurde er in die kanadische U19-Nationalmannschaft berufen und ein Jahr später in die U21. 2022 gewann er mit Kanada Bronze beim Pan American Cup und 2023 nahm er an der U21-Weltmeisterschaft in Bahrain teil.  Von 2022 bis 2025 spielte er an der Trinity Western University und spielte in der Universitätsmannschaft Spartans. 2025 wurde der Diagonalangreifer vom deutschen Bundesligisten Baden Volleys SSC Karlsruhe verpflichtet.